# Foszfor-trifluorid
A foszfor-trifluorid a foszfor fluorral alkotott vegyülete, kémiai képlete PF3. Standard nyomáson és hőmérsékleten színtelen, szagtalan, erősen mérgező, a vízzel lassan reagáló gáz. Fő felhasználása ligandumként történik különböző fémkomplexekben. Komplexképző tulajdonságai a szén-monoxidéra hasonlítanak, fém-karbonilekben helyettesítheti azt vegyesligandumú komplexeket kialakítva. Toxicitása abból adódik, hogy a szén-monoxidhoz hasonlóan erősebben kötődik a vér hemoglobinjában található vashoz, mint az oxigén.

## Tulajdonságok

### Molekulaszerkezet
A foszfor-trifluorid trigonális piramis alakú molekulákat alkot, benne a kötésszögek 96,3°-osak. A foszfor-fluor kötések 156 pm hosszúságúak, standard állapotban a kötési energia 499 kJ/mol.

### Kémiai tulajdonságok
A foszfor-trifluorid a foszfor többi trihalogenidjével szemben vízben csak lassan hidrolizál, a reakcióban foszforossav és hidrogén-fluorid keletkezik:
PF3 + 3 H2O → 3 H3PO4 + 3 HF
Ez a reakció lúgos közegben sokkal gyorsabban megy végbe a megfelelő foszfonátok és fluoridok képződése mellett.

## Előállítás
A foszfor-trifluoridot jellemzően foszfor-trikloridból állítják elő halogéncserén keresztül, különböző fluoridokat, például hidrogén-fluoridot, kalcium-fluoridot, arzén-trifluoridot, antimon-trifluoridot, vagy cink-fluoridot használva.
{\displaystyle \mathrm {PCl_{3}+3\ HF\rightarrow \ PF_{3}+3\ HCl} }
{\displaystyle \mathrm {2\ PCl_{3}+3\ ZnF_{2}\rightarrow \ 2\ PF_{3}+3\ ZnCl_{2}} }

## Élettani hatása
A foszfor-trifluorid nagyon veszélyes, mivel a szén-monoxidhoz hasonlóan a vér hemoglobinjában lévő vassal komplexet képez. Megközelítőleg olyan mérgező, mint a foszgén

## Fordítás
Ez a szócikk részben vagy egészben  a   Phosphorus trifluoride című angol Wikipédia-szócikk ezen változatának fordításán alapul.  Az eredeti cikk szerkesztőit annak laptörténete sorolja fel. Ez a jelzés csupán a megfogalmazás eredetét és a szerzői jogokat jelzi, nem szolgál a cikkben szereplő információk forrásmegjelöléseként.